# کلیسای نوتردام فرانسه
کلیسای نوتردام فرانسه (انگلیسی: Notre Dame de France) یک کلیسا کاتولیک در ناحیه سوهو شهر لندن است.
این کلیسا که در ۱۱ ژوئن ۱۸۶۸ تأسیس شده در سال ۱۹۳۸ مورد بازسازی و افزایش بنا قرار گرفته شده‌است.